# Diada Nacional de l'Aragó

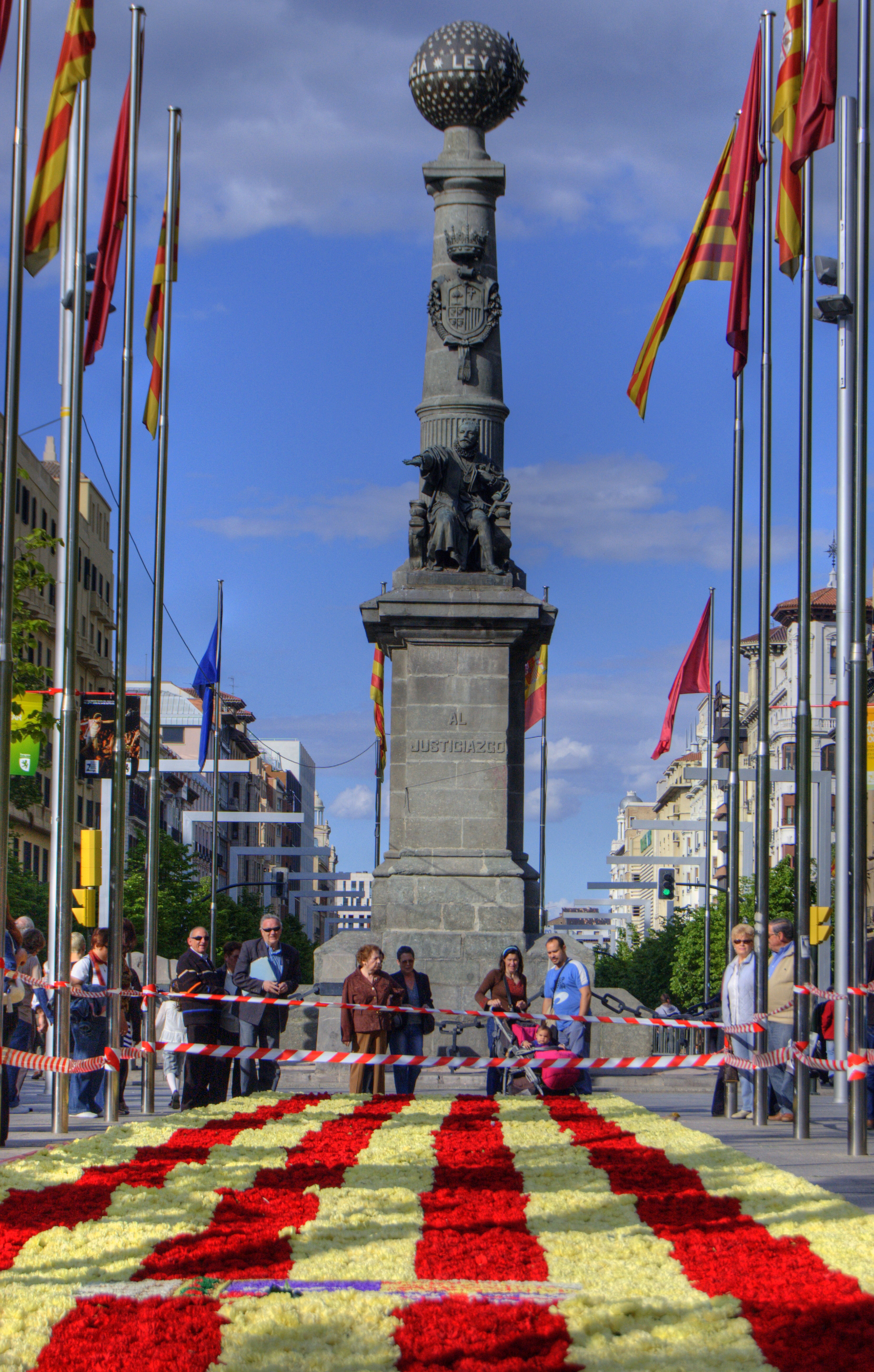
La Plaza de Aragón de Saragossa el 23 d'abril.

La Diada Nacional de l'Aragó (oficialment, segons l'estatut d'autonomia aragonès, Día de Aragón) se celebra cada any el 23 d'abril, coincidint amb la festivitat de Sant Jordi, patró de l'actual comunitat autònoma i de l'antic Regne d'Aragó, declarat com a tal des del segle xv. l'Estatut d'Autonomia en fixa la data al seu article tercer, referent als símbols i la capitalitat, mitjançant la inequívoca fórmula «El Día Nacional de Aragón es el 23 de abril».

## Història
La relació de culte envers Sant Jordi a l'Aragó data de l'any 1096, calendada en què es va estendre pel regne la creença que la mediació del sant a favor de les forces cristianes havia estat decisiva per a la victòria a la batalla d'Alcoraz; batalla que determinà la retirada de l'exèrcit musulmà que provava d'auxiliar la ciutat d'Osca, tot garantint la continuïtat del setge aragonès contra la plaça, i conduï irremissiblement a la reconquesta de la valuosa ciutat per al regne.
El culte a Sant Jordi es va estendre plenament a tota Corona d'Aragó des del Regne d'Aragó, durant l'edat mitjana. El patrocini del sant sobre el regne es feu oficial l'any 1461, per dictat de les Corts d'Aragó reunides a la ciutat de Calataiud per convocatòria del rei Joan II. La festivitat quedava doncs establerta pel següent fur:
| « | I així mateix ordenam, que la festa de lo gloriós Màrtir senyor Sant Jordi, que cau a XXIII dies d'abril, siga en el dit Regne inviolablement, i perpètua, guardada, observada i celebrada solemnement: Així come los dies de Diumenge i altres festes manades guardar. I tots los prelats en lo dit Regne sigan tenguts per esta manar de guardar i observar, sota eixes penes mateixes que deuen i son tengudes fer observar i guardar los Diumenges i altres festes. | » |

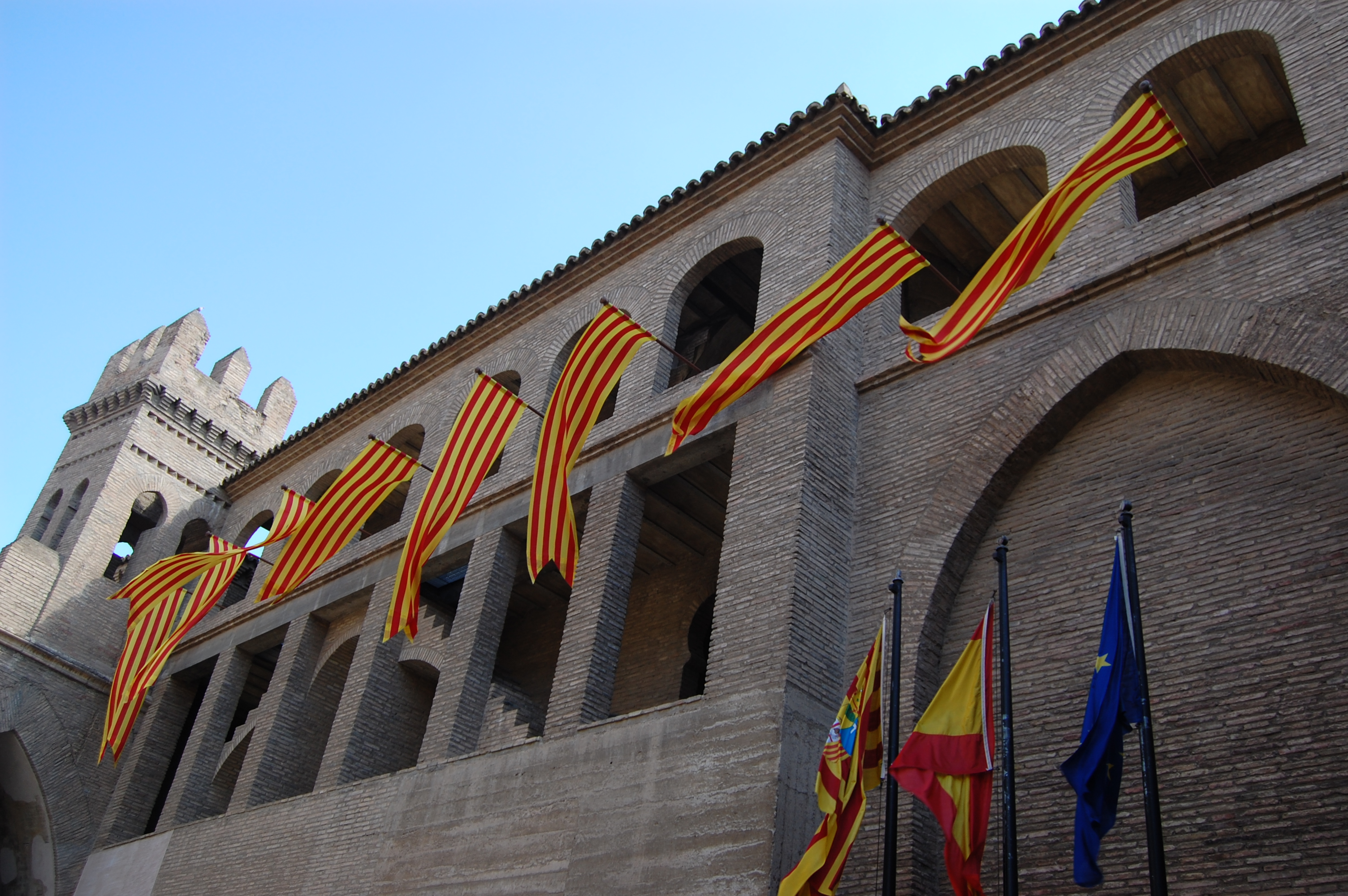
El Palau de l'Aljaferia, seu de les Corts d'Aragó, engalanat amb penons de quatre barres el dia de Sant Jordi.

Després dels Decrets de Nova Planta la festivitat aragonesa restaria abolida durant més de dos-cents cinquanta anys. No va ser fins a un dia després de la constitució de la Diputació General d'Aragó (la primera institució preautonòmica de la transició), el 10 d'abril del 1978, que la festa va ser restituïda. La declaració del 23 d'abril com a festivitat pròpia de l'Aragó va ser votada i aprovada per unanimitat pels consellers de la dita diputació, fent-se oficial en aquell moment sota el nom de «Día de Aragón»:
| « | En atenció al caràcter tradicional i històric que el dia 23 d'abril té per a l'Aragó, per ser la festivitat de nostre senyor Sant Jordi, s'acorda així mateix, per unanimitat de tots els senyors consellers, declarar la dita data de cada any, oficialment, "Día de l'Aragó". | » |

Aquesta declaració prengué més endavant el caràcter de llei, essent aprovada la mateixa per les Corts d'Aragó el 16 d'abril del 1984. Aquesta llei estableix la condició de festiu per al dia 23 d'abril de tots els anys, condició de la que continua gaudint en l'actualitat. l'Adjectiu «Nacional» apareix per la menció a la naturalesa històrica de la diada, introduïda al text d'ençà de la reforma estatutària que les corts ratificaren l'any 2007.

## Actes vinculats

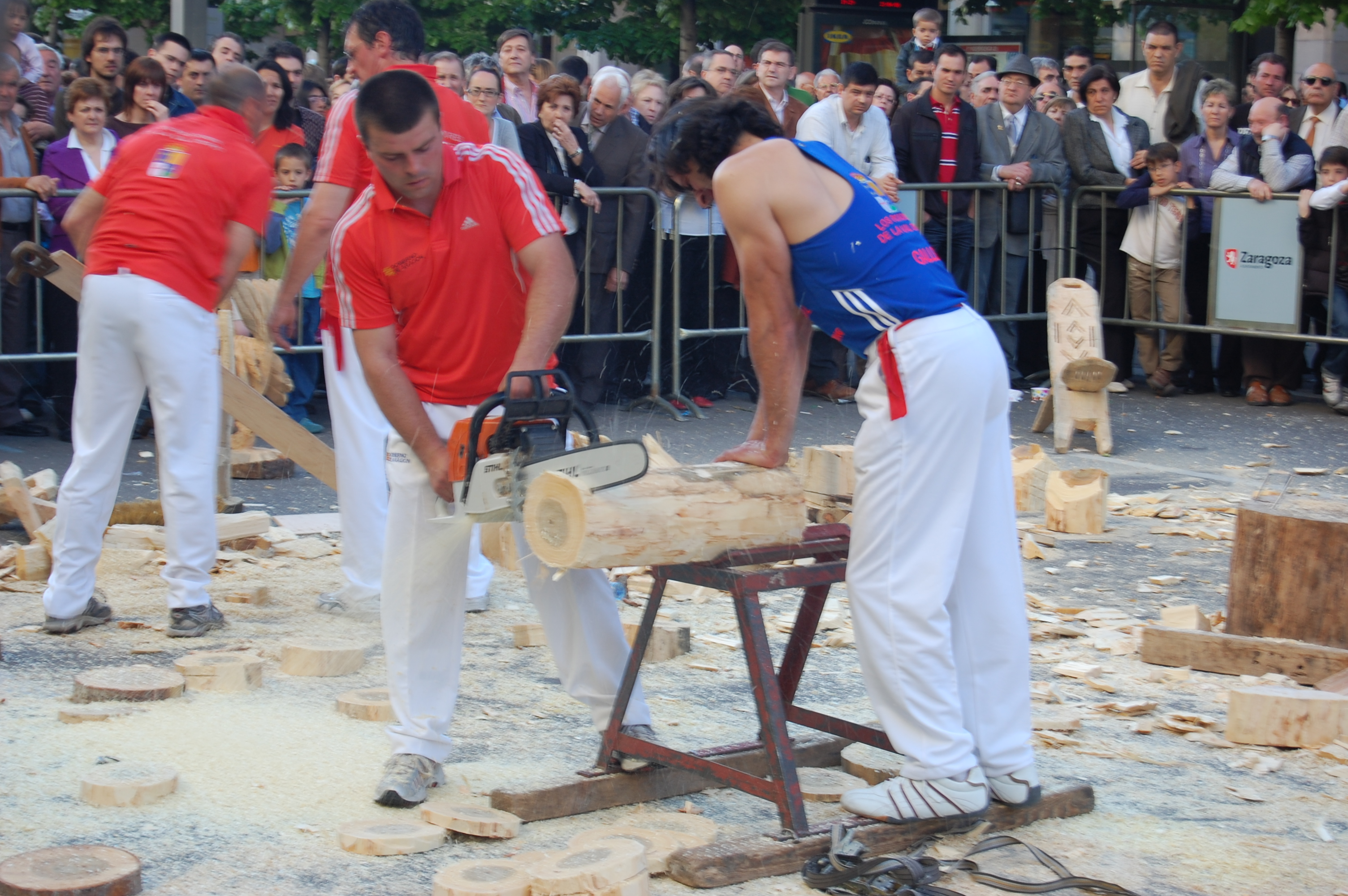
Actuació de Los Picadors de la Val d'Echo, grup de llenyataires d'exhibició. La talla competitiva de fusta és un esport tradicional aragonès conservat al Pirineu d'Osca.

El dia de Sant Jordi es fan diferents actes institucionals i culturals arreu de l'Aragó:
- Premios Aragón: Des del 1984 la Diputació General d'Aragó fa entrega de medalles i premis en especial reconeixement a diferents personalitats aragoneses. Actualment constitueixen els premis de major importància de què fa entrega el Gobierno de Aragón.
- Es duen a terme diferents actes institucionals a les tres províncies aragoneses: Osca, Saragossa i Terol.
- Als carrers de les diferents ciutats i vil·les de la comunitat autònoma s'hi fan actes populars, que inclouen actuacions musicals i representacions culturals com els tradicionals bailes de Gigantes y Cabezudos, cercaviles, Palotiaus, etc.
- A la Plaza de Aragón de Saragossa, davant de l'estàtua de Joan V de Lanuça, Justícia Major executat per contravenir els interessos de la monarquia el 1591, s'hi elabora una catifa de flors grogues i roges, formant les quatre barres d'Aragó, amb la col·laboració dels ciutadans.
- Alguns anys s'ha aprofitat la data tan remarcada per a fer actes reivindicatius en favor d'un major grau d'autogovern per a l'Aragó, en contra del Pla Hidrològic Nacional, etc.